# Abdelouahid Bennani
Pour les articles homonymes, voir Bennani.
 (mars 2008).
Abdelouahid Bennani (en arabe : عبد الواحد بناني ), né à Tanger (Maroc) en 1958, est un écrivain, poète et traducteur marocain d'expression française.

## Biographie
Après des études primaires et secondaires à Tanger, sa ville natale, il est affecté à la province d'Errachidia après sa sortie du centre pédagogique régional à l'âge de 24 ans comme professeur collégien en 1982. Ce fut la période la plus dure dans sa vie d'enseignant et de poète. Une période qui marquera aussi ses écrits poétiques qu'il publiera vingt-quatre ans plus tard dans son recueil Air Aphone en 2006.
Il arriva à faire partie de la dernière promotion  des professeurs marocains stagiaires en France et passa deux ans à Toulouse, de 1989 à 2001, entre la faculté du Mirail et l'École normale décrochant ainsi une place de choix pour son affectation à l'École Normale Supérieure de Tétouan où il fut chargé du bureau culturel avant de rejoindre les classes pour enseigner la langue française à d'autres professeurs stagiaires.
L'intérêt d'Abdelouahid Bennani pour la poésie et les arts fut depuis son plus jeune âge. Il commença à  composer des vers en arabe à l'âge de douze ans avant de tomber sous  le charme de la langue de Molière à l'instar de Driss Chraibi, de Tahar Ben Jelloun et d'Abdellatif Laabi dont les ouvrages le marquèrent particulièrement. Il devint alors collaborateur au journal local Servir puis L'Eclaireur, journaux dirigés par Mustapha Ouadrassi de 1975 à 1982 et s'occupera  des activités culturelles et de la critique littéraire durant ses sept années de collaboration sans jamais avoir de penchant pour la politique. 
َIl fera plusieurs publications dans des revues littéraires et des journaux tels que l'Opinion, Al Bayane, Sindbad et Acacia. Il sera l'un des fondateurs de la revue pédagogique L'éducateur de l'École Normale Supérieure de Tétouan où il enseigna pendant douze ans avant d'opter pour la  ville de Larache. Ville où il côtoiera des écrivains, pour la plupart hispaniques et espagnols, tels que Mohamed Sibari, Mohamed Laabi, Jebari, Mohamed Akalay, Sergio Barce, Cristian Ricci pour  ensuite adhérer à l'Association des écrivains marocains de langue espagnole...
Autodidacte dans la  langue de Cervantès, il fera plusieurs traductions de l'espagnol vers le français et notamment pour des ouvrages de l'écrivain Mohamed Sibari, considéré comme l'un des écrivains marocains d'expression espagnole les plus en vue.
Directeur des publications Poetas Sin Fronteras depuis 2005, correspondant de La dépêche de Tanger depuis 2006, rédacteur en chef adjoint du journal Les Nouveaux Horizons du Nord depuis 2007, chargé de la section française au Journal Al Khabar Al Maghrébia depuis 2008, Consul Général des Poètes Du Monde depuis 2009, Ambassadeur  de Poetas del mundo du Maroc 2010, premier prix au concours national  de poésie de l'AMALEF ( Association Marocaine pour l'Enseignement de la Langue Française et des Littératures d'Expression Française) 2008,  Prix Littérairex Naji Naaman d'Honneur 2010 (pour œuvres complètes),Abdelouahid Bennani reprend son bonhomme de chemin dans le domaine littéraire après un vide de plus de deux décennies.

## Œuvres

### Poésie
- Abdelouahid Bennani, Air Aphone, États-Unis, Éditions Poetas Sin Fronteras, 2006, 72 p.
- (ca) Abdelouahid Bennani (trad. Raymond Matabosch), Aire Afònic, États-Unis, Éditions Poetas Sin Fronteras, 2007, 72 p.
- (fr + es) Abdelouahid Bennani, La rumeur du silence, inédité, 96 p.

### Romans
- Abdelouahid Bennani, Derrière les murs de la Kasbah, Tanger, Altopress, 2007, 96 p. (ISBN 9954-8866-0-5)
- (ca) Abdelouahid Bennani (trad. Raymond Matabosch), Darrere les murs de l'Alcassaba, États-Unis, Éditions Poetas Sin Fronteras, 2007, 96 p.

### Revue dirigée
- Collectif, Revue Poetas Sin Fronteras Vol1, N°1, États-Unis, Éditions Poetas Sin Fronteras, 2006, 248 p.
- Collectif, Revue Poetas Sin Fronteras Vol1, N°2, États-Unis, Éditions Poetas Sin Fronteras, 2006, 128 p.
- Collectif, Revue Poetas Sin Fronteras Vol1, N°3, États-Unis, Éditions Poetas Sin Fronteras, 2006, 128 p.
- Collectif, Revue Poetas Sin Fronteras Vol1, N°4, États-Unis, Éditions Poetas Sin Fronteras, 2006, 128 p.
- Collectif, Revue Poetas Sin Fronteras Vol1, N°5, États-Unis, Éditions Poetas Sin Fronteras, 2006, 128 p.
- Collectif, Revue Poetas Sin Fronteras Vol1, N°6, États-Unis, Éditions Poetas Sin Fronteras, 2006, 128 p.
- Collectif, Revue Poetas Sin Fronteras Vol2, N°1, États-Unis, Éditions Poetas Sin Fronteras, 2007, 128 p.
- Collectif, Revue Poetas Sin Fronteras Vol2, N°2, États-Unis, Éditions Poetas Sin Fronteras, 2007, 128 p.
- Collectif, Revue Poetas Sin Fronteras Vol2, N°3, États-Unis, Éditions Poetas Sin Fronteras, 2007, 128 p.
- Collectif, Revue Poetas Sin Fronteras Vol2, N°4, États-Unis, Éditions Poetas Sin Fronteras, 2007, 128 p.
- Collectif, Revue Poetas Sin Fronteras Vol3, N°1, États-Unis, Éditions Poetas Sin Fronteras, 2008, 128 p.

### Traductions
- Mohamed Sibari (trad. Abdelouahid Bennani), De Larache au ciel, États-Unis, Éditions Poetas Sin Fronteras, 2007, 96 p.
- Mohamed Sibari (trad. Abdelouahid Bennani), De Larache au ciel, Tanger, Altopress, 2007, 96 p. (ISBN 9954-8782-0-3)
- Mohamed Sibari (trad. Abdelouahid Bennani), La Rose de Chaouen, États-Unis, Éditions Poetas Sin Fronteras, 2007, 96 p.